# اندیس ارغش
ارغش یک اندیس فلزی است که در حوالی شهر کدکن استان خراسان قرار دارد و مادهٔ معدنی موجود در آن، طلا است.سنگ میزبان این اندیس تراکی آندزیت آلتره وکوارتزتراکی آندزیت است  